# 斯塔爾曼山
斯塔爾曼山（英語：Mount Stahlman），是南極洲的山峰，位於古爾德海岸，處於斯科特冰川東岸，屬於毛德王后山脈中塔普利山脈的一部分，海拔高度超過1,000米，在1929年11月由美國探險隊發現，現時由南極條約體系管理。